# Кіршонське сільське поселення
Кіршо́нське сільське поселення — колишнє муніципальне утворення в складі Балезінського району Удмуртії, Росія. Адміністративний центр — присілок Кіршонки.
Розформоване 30 травня 2021 року законом Удмуртської Республіки за 17 травня 2021 року № 49-РЗ через переформування муніципального району на муніципальний округ.
Населення — 412 осіб (2015; 448 в 2012, 459 в 2010).
До складу поселення входять такі населені пункти:
| Населений пункт             | Населення, осіб (2010) | Населення, осіб (2012) |
| --------------------------- | ---------------------- | ---------------------- |
| Кірино, село                | 40                     | 38                     |
| Кіршонки, присілок          | 265                    | 262                    |
| Мартеленки, присілок        | 16                     | 15                     |
| Петухово, присілок          | 35                     | 35                     |
| Рахмал, присілок            | 1                      | 1                      |
| Сосновка, присілок          | 100                    | 95                     |
| Тугей, присілок             | 1                      | 1                      |
| У Річки Даниловка, присілок | 0                      | 0                      |
| Ягвар, присілок             | 1                      | 1                      |

В поселенні діють школа та садочок (Кіршонки), бібліотека, клуб, фельдшерсько-акушерський пункт. Серед підприємств працює ПК «Дружба».